# Henning von Tresckow
Henning Hermann Robert Karl von Tresckow (Magdeburgo, 10 de enero de 1901-Ostrow, 21 de julio de 1944) fue un general del Ejército alemán que ayudó a organizar la resistencia alemana contra Adolf Hitler. Intentó asesinar a Hitler el 13 de marzo de 1943 y redactó el plan de Valkiria para un golpe contra el gobierno alemán. Fue descrito por la Gestapo como el "motor principal" y el "espíritu maligno" detrás de la trama del 20 de julio de 1944 para asesinar a Hitler. Se suicidó en Królowy Most (Polonia) en el Frente Oriental tras el fracaso del intento de golpe.

## Biografía

### Infancia y juventud
Von Tresckow nació en Magdeburgo en el seno de una familia de la nobleza prusiana con una larga tradición militar; su padre, un general de caballería, estuvo presente en Versalles en 1871 durante la proclamación de Guillermo I como emperador y la fundación del Imperio alemán. Recibió la mayor parte de su educación inicial de profesores particulares en la remota propiedad rural familiar. De 1913 a 1917 fue estudiante en el Instituto (Gymnasium) de la ciudad de Goslar. Tresckow, siendo muy joven, luchó con el rango de teniente durante la Primera Guerra Mundial en el frente occidental. En la segunda batalla del Marne, ganó la Cruz de Hierro de primera clase. Por aquel entonces, el comandante del Primer regimiento de infantería de Guardias, el conde Siegfried von Eulenberg, predijo: «Usted, Tresckow, llegará a jefe del Estado Mayor del Ejército (Großer Generalstab) o morirá en el patíbulo por insurrecto».

### Carrera
Tomó parte en el sofocamiento del movimiento espartaquista en enero de 1919, pero en 1920 renunció a seguir en el Ejército de la República de Weimar, el Reichswehr, para estudiar y hacer carrera como banquero. En 1924, se embarcó en un largo viaje, en el que visitó Brasil y el este de Estados Unidos, que tuvo que abandonar para hacerse cargo de las posesiones familiares. Como muchos miembros de las familias de la aristocracia prusiana, Tresckow se unió por matrimonio con una familia con una larga tradición militar. En 1926 se casó con Erika von Falkenhayn, la única hija de Erich von Falkenhayn, jefe del Estado Mayor del Ejército de 1914 a 1916, y volvió al Ejército.

### Oposición a Hitler
Aunque al principio simpatizó con los nazis por la oposición de estos al Tratado de Versalles, Tresckow condenó los eventos acontecidos en 1934 durante la Noche de los cuchillos largos, en la que nazis, militares y derechistas disidentes fueron asesinados por orden de Hitler. Después de estudiar en la Academia Militar Prusiana, se graduó como el alumno más brillante de la promoción de 1936 y fue destinado al primer departamento del Estado Mayor del Ejército. Estudiando los posibles escenarios de guerra, apreció los riesgos y debilidades del deseo de Hitler de prepararse para una guerra que comenzase en 1940.

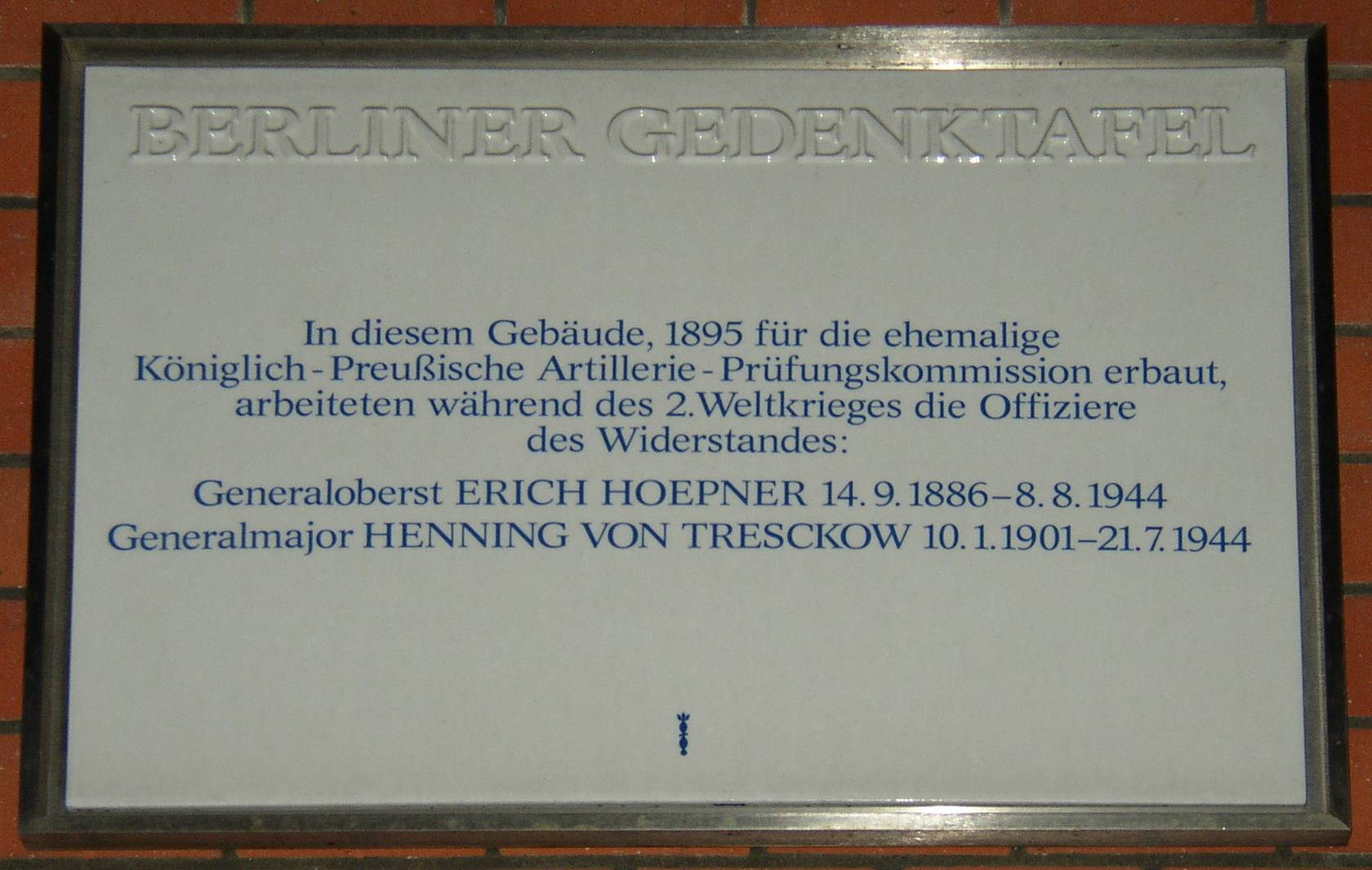
Placa en memoria de Erich Hoepner y Henning von Tresckow en el Bundeshaus, Berlín.

El escándalo Blomberg-Fritsch de 1938 alejó definitivamente a Tresckow y otros de Hitler. A partir de ese momento trató de encontrar civiles y soldados que se opusieran a Hitler, como Erwin von Witzleben.
Tresckow se opuso al papel alemán en el comienzo de la Segunda Guerra Mundial, pero en 1939 sirvió como jefe de Estado Mayor en una división de infantería en la invasión de Polonia. Después, fue oficial general de personal bajo el mando de Gerd von Rundstedt y Erich von Manstein en el Grupo de Ejércitos A, interviniendo en la invasión de Francia en la primavera de 1940. De 1941 a 1943 sirvió a las órdenes del Mariscal de Campo Fedor von Bock, que era tío suyo, y luego del Mariscal de Campo Günther von Kluge como oficial jefe de operaciones del Grupo de Ejércitos Centro en la Unión Soviética. Es en ese puesto en donde tiene noticia de los asesinatos masivos de judíos por los Einsatzgruppen y de la Orden de los Comisarios. Posteriormente sirvió en primera línea como comandante de un regimiento de infantería defendiendo la orilla occidental del río Dniéper en Ucrania. En el momento de su muerte era Jefe del Estado Mayor del 2.º Ejército, en territorios de lo que hoy son Bielorrusia y Polonia Oriental. Durante su servicio en la Segunda Guerra Mundial, recibió la Cruz Alemana en Oro y otras condecoraciones. Cuando supo que las ejecuciones de judíos detrás de las líneas alemanas se habían extendido ya a mujeres y niños, Tresckow retomó su actividad opositora.
Tresckow planeó varios intentos de atentado contra Hitler y Himmler pero todos fracasaron. El 13 de marzo de 1943, por ejemplo, después de que el Führer visitara el Frente Oriental, Tresckow logró introducir explosivos en el Focke-Wulf «Cóndor» de Hitler. Tresckow pidió al teniente coronel Heinz Brandt, que viajaba con el Führer, que le llevase un paquete a la Guarida del Lobo para Helmuth Stieff, un oficial con el que había perdido una apuesta. Pero la bomba no explotó, posiblemente debido a que la baja temperatura que había en el compartimento de equipajes, sin calefacción, impidió el funcionamiento del fusible que accionaba el detonador. El primo de Tresckow, que era su ayudante de campo, el teniente Fabian von Schlabrendorff, recuperó el paquete para evitar que se descubriese la intentona.

### Muerte
Tras el atentado contra Hitler, llevado a cabo por Claus von Stauffenberg y el fallido golpe de Estado del 20 de julio de 1944, Tresckow tomó la decisión de suicidarse cerca del frente el 21 de julio. Fingió que tenía lugar un ataque de los partisanos y se mató con una granada de mano en Ostrow, cerca de Białystok. Fue enterrado en la casa familiar de Wartenberg. Cuando los nazis descubrieron su conexión con los conspiradores al mes siguiente, fue desenterrado e incinerado en el campo de concentración de Sachsenhausen. Aunque su mujer e hijos fueron arrestados en aplicación del Sippenhaftung, sobrevivieron a la guerra. Sus descendientes viven en Nueva York.

## Citas
- Wikiquote alberga frases célebres de o sobre Henning von Tresckow.

Hitler no es únicamente el archienemigo de Alemania, sino el archienemigo del mundo

Como general de Ejército alemán durante la Segunda Guerra Mundial y miembro de la resistencia alemana al nazismo y contrario a Hitler, von Tresckow es responsable de algunas célebres citas relacionadas con estos eventos.

## En el cine
En la película de 2008 Valkyrie, Henning von Tresckow es interpretado por el actor Kenneth Branagh. En 2004, Tresckow fue encarnado por Ulrich Tukur en la serie de televisión alemana Valkiria.